# Salix fulvopubescens
Salix fulvopubescens — вид квіткових рослин із родини вербових (Salicaceae).

## Морфологічна характеристика
Це невелике дерево чи кущ. Гілочки коричневі запушені. Листки на ніжках 5–8 мм, густо-коричнево запушені; листкова пластина ланцетна чи видовжено-ланцетна, 5–10 × 1.5–3 см; краї цільні; верхівка від гострої до загостреної; абаксіальна (низ) поверхня коричнево запушена; адаксіальна поверхня гола чи запушена на жилках. Чоловічі сережки циліндричні, ≈ 4 см; пиляки жовті. Жіночі сережки нещільно квіткові.

## Середовище проживання
Ендемік Тайваню. Населяє гірські схили; ≈ 2000 метрів.